# Sphenocoelus
Lo sfenocelo (gen. Sphenocoelus) è un mammifero perissodattilo estinto, appartenente ai brontoteriidi. Visse nell'Eocene medio/superiore (circa 46-40 milioni di anni fa) e i suoi resti fossili sono stati ritrovati in Nordamerica.

## Descrizione
Questo animale era un brontoterio di medie dimensioni, e poteva superare il metro e venti di altezza al garrese; la lunghezza poteva superare i 2 metri. Il peso superava il quintale. L'aspetto di Sphenocoelus doveva richiamare vagamente quello di un rinoceronte privo di corna, ma era più piccolo delle forme odierne e non era strettamente imparentato con i veri rinoceronti. Il cranio di Sphenocoelus era molto lungo e basso, cosa insolita tra i brontoteri; i denti avevano una corona piuttosto bassa. Come gli altri brontoteri, anche Sphenocoelus era dotato di arti anteriori a quattro dita e arti posteriori a tre dita. Le zampe di Sphenocoelus erano più snelle di quelle della maggior parte degli altri brontoteri. 
Sphenocoelus, come anche l'affine Metarhinus, era caratterizzato da un'insolita morfologia delle narici interne: queste erano occluse e vi erano nuove aperture che servivano come narici interne funzionali, ma posizionate molto posteriormente. Piuttosto che passare a lato del vomere, la corrente d'aria passava sopra o attraverso l'osso (di fatto escludendo le narici interne vere e proprie) e usciva da una tacca vomerina ingrandita. Se interpretata correttamente, questa struttura è unica tra i mammiferi. 

## Classificazione
Il genere Sphenocoelus venne descritto per la prima volta nel 1895 da Henry Fairfield Osborn, per accogliere la specie Sphenocoelus uintensis, rinvenuta in terreni dell'Eocene medio dello Wyoming. Al genere Sphenocoelus sono state attribuite in seguito altre specie di brontoteri dal cranio allungato, storicamente considerate parte del genere Dolichorhinus. Secondo le più recenti revisioni, al genere Sphenocoelus sono attribuibili anche le specie S. hyognathus, S. intermedius e S. vallidens, provenienti da vari giacimenti nordamericani dello Wyoming e del Colorado (Mader, 2008).

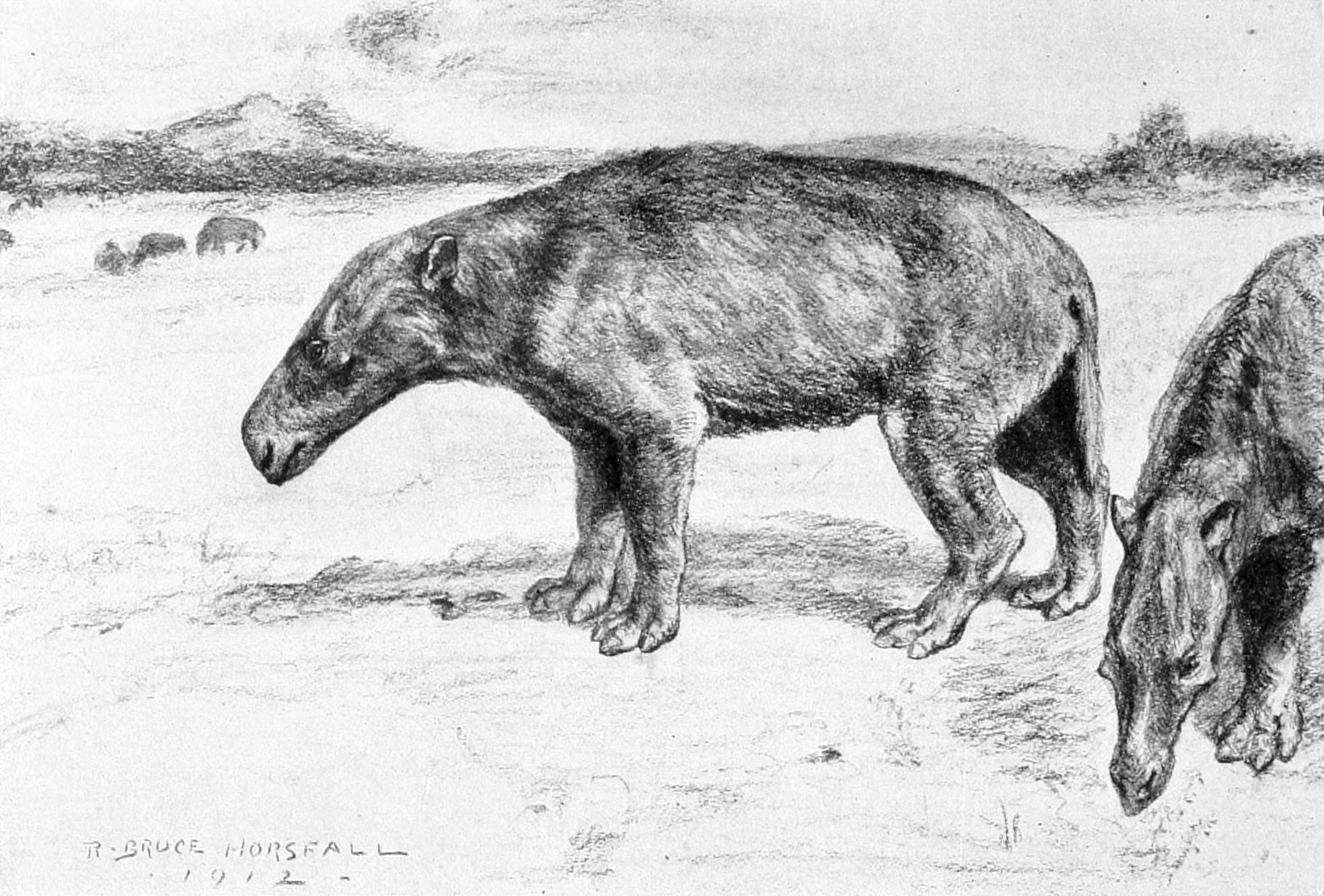
Ricostruzione di Sphenocoelus intermedius

Sphenocoelus è un rappresentante abbastanza atipico dei brontoteri, un gruppo di perissodattili diffusi nell'Eocene e caratterizzati solitamente da escrescenze craniche simili a corna. Il genere Sphenocoelus è considerato un rappresentante basale della sottofamiglia Brontotheriinae, che comprende i brontoteri più derivati. Un genere forse simile è l'europeo Brachydiastematherium, anche se non è chiaro quanto questi due animali fossero strettamente imparentati. 

## Paleoecologia
I denti a corona bassa di Sphenocoelus indicano che questo animale brucava foglie moderatamente abrasive; le zampe allungate a tre e quattro dita suggeriscono che questo animale era in grado di correre piuttosto velocemente. 

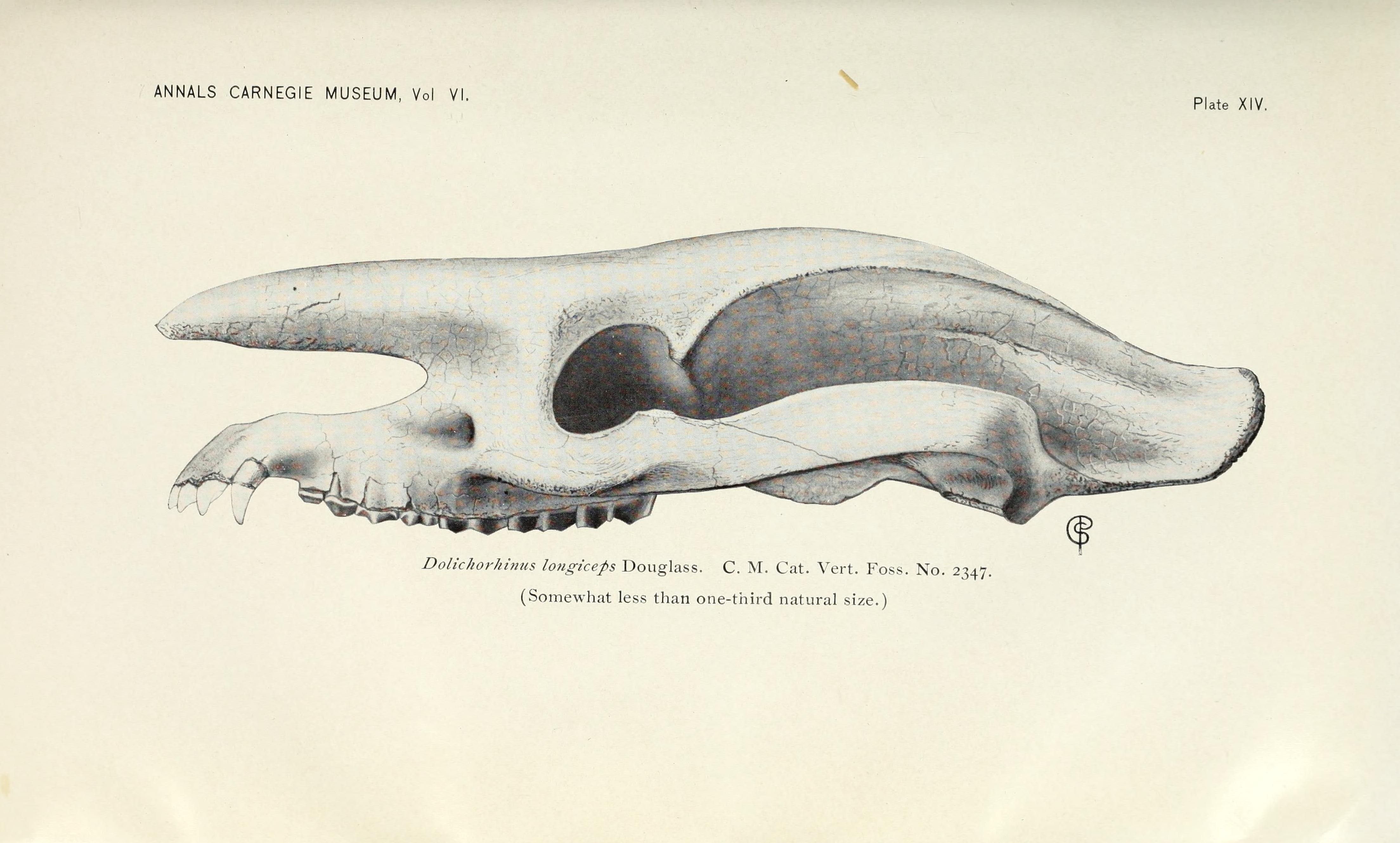
Cranio di Sphenocoelus

In passato è stato suggerito che il posizionamento posteriore delle narici interne di Sphenocoelus fosse un adattamento alla vita anfibia o un adattamento a migliorare il senso dell'olfatto. In anni più recenti, uno studio ha indicato che la seconda interpretazione potrebbe essere più probabile. Il cambiamento nella morfologia avrebbe incanalato la corrente d'aria direttamente verso l'epitelio olfattivo nell'area dell'etmoide. Si suppone che il setto respiratorio (vomere, cresta della mascella e cresta palatina) potrebbe essere stato completamente o parzialmente isolato dal setto olfattivo (piastra perpendicolare dell'etmoide e cartilagine del setto), permettendo così all'aria di essere incanalata attraverso (o sopra) il vomere (Mader, 2019).